# Theonina
Theonina là một chi nhện trong họ Linyphiidae.